# Rhaphipodus subopacus
Rhaphipodus subopacus är en skalbaggsart som beskrevs av Charles Joseph Gahan 1890. Rhaphipodus subopacus ingår i släktet Rhaphipodus och familjen långhorningar. Inga underarter finns listade i Catalogue of Life.